# Pawlowa oder Wie man eine Eselin um die halbe Welt schmuggelt
Pawlowa oder Wie man eine Eselin um die halbe Welt schmuggelt (im englischen Original The White Umbrella, „Der weiße Regenschirm“) ist ein Kinder- und Jugendroman des britischen Kunstkritikers und Kolumnisten Brian Sewell (1931–2015). Darin schildert er, wie ein Engländer zusammen mit einem Eselfohlen von Pakistan über den Iran, die Türkei und mehrere Länder Europas bis in seine britische Heimat reist.
Der Roman erschien 2015 in Großbritannien, eine deutsche Ausgabe folgte 2017. Beide Ausgaben wurden von der britischen Zeichnerin Sally Ann Lasson illustriert. Das Buch erhielt sowohl in Großbritannien als auch Deutschland positive Kritiken. Es blieb das einzige fiktionale Werk von Sewell, der im Jahr der Veröffentlichung starb.

## Handlung

Karte der Zwischenstationen von Mr B und Pawlowa auf dem Teilstück zwischen Peschawar und Istanbul

Mr B, ein fünfzigjähriger Brite, ist zusammen mit einem Fernsehteam im pakistanischen Peschawar unterwegs, um einen Film über die Vorgeschichte des Landes zu drehen. Als er während einer Autofahrt am Straßenrand ein schwer beladenes, mit Wunden übersätes Eselfohlen sieht, entschließt er sich, den am darauffolgenden Tag anstehenden Flug zurück nach London nicht anzutreten. Stattdessen möchte er zu Fuß mit der jungen Eselstute, die er wegen ihrer langen Beine nach der russischen Balletttänzerin Pawlowa benennt, nach London wandern. Mit nur dem nötigsten Gepäck, darunter ein weißer Regenschirm des Londoner Schirmladens James Smith & Sons, brechen die beiden auf. In Peschawar treffen sie auf einen alten Apotheker, der Pawlowas Wunden versorgt, Mr B einige Tipps zur Eselhaltung gibt und ihnen eine Fahrt nach Quetta vermittelt. Dort werden sie von einem Heroin-Schmuggler mitgenommen, der sie als Tarnung nutzen will. Mit ihm gelangen sie über die Grenze in die iranische Stadt Zahedan. Dort treffen sie auf den jungen Bücherstandbesitzer Mirzah, der ihnen eine Karte des Iran verkauft und eine Übernachtungsmöglichkeit sowie eine Busfahrt nach Kerman besorgt. Von dort gelangen Mr B und Pawlowa nach Zarand, von wo aus sie im Tier-Waggon eines Zuges nach Isfahan fahren. Hier besucht Mr B ein öffentliches Badehaus und kauft mehrere Teppiche, die er sich nach London schicken lässt.
Der Sohn des Teppichhändlers nimmt die beiden in seinem Transporter mit nach Täbris im Westen des Iran und sorgt für eine Anschlussverbindung nach Maku nahe der türkischen Grenze. Von dort brechen sie in einem Dolmuş in Richtung Doğubeyazıt auf. An der Grenze wird Mr B von türkischen Wachposten verhaftet und dabei von Pawlowa getrennt. Nachdem man ihn vier Stunden in einer Zelle festgehalten hat, wird er zum stellvertretenden Gouverneur der Provinz Ağrı gebracht. Hier erfährt er den Grund seiner Festnahme. Ein Mitarbeiter des Fernsehteams hat das britische Außenministerium über seine Reisepläne informiert. Das Ministerium hat wiederum seine Diplomaten entlang der Route gebeten, nach Mr B Ausschau zu halten. Bei der Übermittlung und Übersetzung der Anfrage sei wohl ein Fehler unterlaufen, die Festnahme war also ein Irrtum und Mr B darf gehen. Pawlowa erhält er in einem Hotel in Doğubeyazıt zurück, in das der Fahrer des Dolmuş sie gebracht hat. Mit ihr besucht er den Ishak-Pascha-Palast und den Berg Ararat, wo er ihr von Noah und der Arche erzählt.
Der britische Botschafter lässt Mr B und Pawlowa vom Fahrer Osman abholen. Mit ihm fahren die beiden quer durch die Türkei bis nach Istanbul. Auf dem Weg besichtigen sie die Kirche zum Heiligen Kreuz auf der Insel Akdamar im Vansee, besuchen ein Volkstanzfestival in Diyarbakır, kosten in Kahramanmaraş das berühmte Speiseeis Maraş Dondurması und schauen in einer Stadt in Sichtweite des Marmarameers bei einem traditionellen Öl-Ringkampf zu.
In Istanbul angekommen, bringt Osman sie zum Sommerhaus des britischen Botschafters, wo sie die Frau des Botschafters freundlich empfängt. Am nächsten Morgen kann Mr B dort ein englisches Frühstück genießen, dessen Zutaten von Fortnum & Mason geliefert worden sind. Mithilfe ihres Diplomatenpasses gelingt es der Botschafterin, Mr B und Pawlowa über die griechische Grenze bis nach Alexandroupoli zu bringen. Dort arrangiert sie eine Zugfahrt für den Engländer und die Eselin im Waggon des Schaffners bis nach Thessaloniki. Der Schaffner erlaubt den beiden jedoch bis zur Grenze nach Mazedonien mitzufahren, die sie ungestört übertreten können. Auf einem Campingplatz am Dojransee treffen sie auf einen deutschen Touristen, der Pawlowa für seine Kinder kaufen will. Als Mr B darauf nicht eingeht, bringt der Tourist ihn und das Eselfohlen zur Europastraße 75.
Hier werden sie vom britischen Antiquar Hector aufgelesen, der sie in seinem alten Rolls-Royce Silver Shadow mitnimmt. Mit Zwischenübernachtungen in einem Hotel in Serbien, einem kroatischen Kloster und einem Karlsruher Hotel gelangen sie nach Frankreich. Hier erregt Mr B das Missfallen französischer Hausfrauen, als er auf dem Parkplatz eines Supermarktes eine Cremetarte an Pawlowa verfüttert. Um Einfuhr- und Quarantäneregeln zu umgehen, verabreicht Hector Pawlowa eine Schlaftablette, kurz bevor sie in Calais auf die Fähre nach Dover fahren. Dadurch gelingt es, die schlafende Pawlowa sowohl an den französischen als auch den britischen Zollbeamten vorbeizuschmuggeln.
Mehr als 30 Tage nach dem Aufbruch in Peschawar erreicht Mr B zusammen mit Pawlowa sein Haus in Wimbledon. Hier werden sie schon von Mrs B und den drei Hunden des Paares erwartet, die Mr B nach den Malerinnen Dora Carrington, Frida Kahlo und Käthe Kollwitz benannt hat. Von nun an lebt Pawlowa bei Mr und Mrs B. Zusammen mit Hector und dessen russischer Frau Olga, die seit der Reise Freunde der Familie sind, unternehmen sie verschiedene Ausflüge, unter anderem bis nach Schottland zu Hectors Familie.
30 Jahre nach ihrer abenteuerlichen Reise stirbt Mr B, drei Wochen später auch Pawlowa, die neben seiner Asche im Garten beerdigt wird. Das Buch endet damit, dass Mrs B das Reisetagebuch ihres Mannes aufschlägt und damit beginnt, das Buch Pawlowa oder Wie man eine Eselin um die halbe Welt schmuggelt aufzuschreiben.

## Entstehung und Veröffentlichung
Brian Sewell schrieb Pawlowa oder Wie man eine Eselin um die halbe Welt schmuggelt, während er sich wegen einer Krebserkrankung einer Strahlentherapie unterziehen musste.
Ziel des Buches sei es für ihn gewesen, Neugier in jungen Menschen zu wecken, da er sie als außerordentlich uninteressiert an der sie umgebenden Welt empfand. Das Buch wurde von einem realen Erlebnis Sewells inspiriert. Zwanzig Jahre zuvor war er in Peschawar wirklich einem jungen, viel zu schwer beladenen Esel begegnet, hatte ihm aber nicht geholfen. Seine Gewissensbisse brachte er in einer Widmung im Buch zum Ausdruck: „Geschrieben mit […] immer noch einem schlechten Gewissen wegen jenes Esels in Peschawar.“
Die englische Originalausgabe The White Umbrella erschien 2015 beim Londoner Verlag Quartet Books. Teil des Buches sind Schwarzweiß-Zeichnungen von Sally Ann Lasson, die auch Cartoons für The Independent zeichnet. Sie gestaltete auch die Farbzeichnung auf dem Schutzumschlag des Buches, die Mr B und Pawlowa mit dem aufgespannten weißen Regenschirm zeigt. Auf dem vorderen und hinteren Einbandspiegel ist eine Karte des Reisewegs der beiden Protagonisten abgedruckt. Da Brian Sewell im selben Jahr seinem Krebsleiden erlag, blieb Pawlowa sein einziger fiktionaler Roman.
2017 erschien im Insel Verlag eine deutsche Übersetzung des Buchs von Claudia Feldmann. Es war das erste Werk Sewells, der neben Pawlowa mehrere Sachbücher und Autobiografien geschrieben hatte, das auf Deutsch erschien. Auch in dieser Ausgabe sind die Illustrationen von Sally Ann Lasson enthalten, allerdings kleiner als im Original. Auch die Zeichnung auf dem Schutzumschlag wurde erneut verwendet, die Karte im Einbandspiegel fehlt jedoch.

## Rezensionen
Das Buch erhielt in Großbritannien und Deutschland positive Kritiken. Die Geschichte sei „reizend“ und „tiefst berührend“ und sollte, so Alex O’Connell von der Times, zu einem Klassiker werden. Allerdings wurde in den Kritiken auch die Frage aufgeworfen, ob das Buch für heutige Kinder ansprechend sei. So war beispielsweise Lucy Scholes vom Independent der Meinung, dass viele den im Buch beschriebenen speziellen Typ von Engländer und die spezielle Art von britischer Identität als veraltet und kitschig ansehen würden. Sewell äußerte selbst, er sei zufrieden mit dem Buch, da es keine Zugeständnisse an Kinder mache. Die aktuelle Kinderliteratur sei seiner Meinung nach zu unernst.
Die Illustrationen von Sally Ann Lasson wurden mehrfach positiv hervorgehoben. Das Weglassen der Karte in der deutschen Ausgabe kritisierte Laila Mahfouz als „unentschuldbar“.

## Ausgaben
- The White Umbrella. Quartet Books, London 2015, ISBN 978-0-7043-7384-6 (englisch).
- Pawlowa oder Wie man eine Eselin um die halbe Welt schmuggelt. Insel Verlag, Berlin 2017, ISBN 978-3-458-17700-5 (übersetzt von Claudia Feldmann).
- The White Umbrella. Carrying Pavlova from Peshawar to London. Speaking Tiger Books, Neu-Delhi 2017, ISBN 978-93-8658211-9 (englisch).
- The White Umbrella. David R. Godin, Jaffrey 2018, ISBN 978-1-56792-624-8 (englisch).